# Блёхлигер, Патрик
Патрик Блёхлигер (нем. Patrick Bloechliger, 26 июня 1983, Устер) — швейцарский бобслеист, разгоняющий, выступает за сборную Швейцарии с 2003 года. Обладатель нескольких медалей Кубка мира, неоднократный победитель и призёр национальных первенств, различных этапов Кубка Европы и Северной Америки.

## Биография
Патрик Блёхлигер родился 26 июня 1983 года в городе Устер, кантон Цюрих. Активно заниматься бобслеем начал в возрасте двадцати лет, в 2003 году в качестве разгоняющего прошёл отбор в национальную сборную и стал ездить на крупные международные старты, порой показывая довольно неплохой результат. В декабре 2006 года дебютировал в Кубке мира, на этапе в канадском Калгари с четвёркой финишировал двенадцатым. Из-за высокой конкуренции в том же сезоне вынужден был выступать и на менее значимых второстепенных турнирах вроде Кубка Европы, хотя был здесь весьма успешен, завоевал две серебряные медали и одну золотую. В январе 2008 года выиграл первую в карьере медаль мирового кубка, приехав к финишу вторым на трассе в итальянской Чезане. При этом на остальных этапах неизменно присутствовал в двадцатке сильнейших, а иногда — в десятке.
В декабре 2009 года Блёхлигер пополнил медальную коллекцию ещё одним серебром с Кубка мира, вновь показав второй результат на той же трассе в Чезане, также на нескольких других этапах останавливался в шаге от призовых позиций, занимая четвёртое место. В следующем сезоне принимал участие в розыгрыше североамериканского кубка, в ходе разных этапов в Парк-Сити взял три бронзовые награды и одну серебряную. В 2011 году впервые был включён в программу взрослого чемпионата мира, на трассе в немецком Кёнигсзее с четвёркой финишировал восьмым. Спустя год повторил это же достижение на мировом первенстве в американском Лейк-Плэсиде, показав точно такой же результат. Сезон 2012/13 провёл в основном на этапах Кубка Европы, выиграл здесь четыре бронзовые медали и две серебряные.